# Сурмуші
Сурмуші (груз. სურმუში) — село в Грузії.
За даними перепису населення 2014 року в селі проживає 143 особи.